# 延久
延久（えんきゅう、旧字体：延󠄂久）は、日本の元号の一つ。治暦の後、承保の前。1069年から1074年までの期間を指す。この時代の天皇は後三条天皇、白河天皇。

## 改元
- 治暦5年4月13日（ユリウス暦1069年5月6日） 改元
- 延久6年8月23日（ユリウス暦1074年9月16日） 承保に改元

## 延久期におきた出来事
- 1069年（延久元）
  - 2月 - 延久の荘園整理令。
  - 10月 - 荘園整理の政策により記録荘園券契所を太政官庁朝所に設置する。（「券契」とは証拠書類のこと）
- 1072年（延久4）
  - 12月 - 後三条天皇が譲位し、白河天皇が即位。
- 1074年（延久6）
  - 2月2日（ユリウス暦1074年3月2日） - 関白藤原頼通が薨去。従一位。

## 西暦との対照表
※は小の月を示す。
| 延久元年（己酉） | 一月※     | 二月  | 三月※ | 四月※ | 五月  | 六月※ | 七月  | 八月※   | 九月  | 十月  | 閏十月※ | 十一月   | 十二月    |
| ---------------- | --------- | ----- | ----- | ----- | ----- | ----- | ----- | ------- | ----- | ----- | ------- | -------- | --------- |
| ユリウス暦       | 1069/1/26 | 2/24  | 3/26  | 4/24  | 5/23  | 6/22  | 7/21  | 8/20    | 9/18  | 10/18 | 11/17   | 12/16    | 1070/1/15 |
| 延久二年（庚戌） | 一月※     | 二月  | 三月※ | 四月※ | 五月  | 六月※ | 七月  | 八月※   | 九月  | 十月  | 十一月※ | 十二月   |           |
| ユリウス暦       | 1070/2/14 | 3/15  | 4/14  | 5/13  | 6/11  | 7/11  | 8/9   | 9/8     | 10/7  | 11/6  | 12/6    | 1071/1/4 |           |
| 延久三年（辛亥） | 一月      | 二月※ | 三月  | 四月※ | 五月※ | 六月  | 七月※ | 八月※   | 九月  | 十月  | 十一月※ | 十二月   |           |
| ユリウス暦       | 1071/2/3  | 3/5   | 4/3   | 5/3   | 6/1   | 6/30  | 7/30  | 8/28    | 9/26  | 10/26 | 11/25   | 12/24    |           |
| 延久四年（壬子） | 一月      | 二月  | 三月※ | 四月  | 五月※ | 六月※ | 七月  | 閏七月※ | 八月※ | 九月  | 十月    | 十一月※  | 十二月    |
| ユリウス暦       | 1072/1/23 | 2/22  | 3/23  | 4/21  | 5/21  | 6/19  | 7/18  | 8/17    | 9/15  | 10/14 | 11/13   | 12/13    | 1073/1/11 |
| 延久五年（癸丑） | 一月      | 二月※ | 三月  | 四月  | 五月※ | 六月※ | 七月  | 八月※   | 九月※ | 十月  | 十一月  | 十二月※  |           |
| ユリウス暦       | 1073/2/10 | 3/12  | 4/10  | 5/10  | 6/9   | 7/8   | 8/6   | 9/5     | 10/4  | 11/2  | 12/2    | 1074/1/1 |           |
| 延久六年（甲寅） | 一月      | 二月※ | 三月  | 四月  | 五月※ | 六月  | 七月※ | 八月    | 九月※ | 十月  | 十一月※ | 十二月   |           |
| ユリウス暦       | 1074/1/30 | 3/1   | 3/30  | 4/29  | 5/29  | 6/27  | 7/27  | 8/25    | 9/24  | 10/23 | 11/22   | 12/21    |           |